# 1521
- Wikisource

| Calendário gregoriano                                                        | 1521 MDXXI                                            |
| Ab urbe condita                                                              | 2274                                                  |
| Calendário arménio                                                           | 970 – 971                                             |
| Calendário bahá'í                                                            | -323 – -322                                           |
| Calendário budista                                                           | 2065                                                  |
| Calendário chinês                                                            | 4217 – 4218 Início a 8 de fevereiro (aproximadamente) |
| Calendário copta                                                             | 1237 – 1238                                           |
| Calendário etíope                                                            | 1513 – 1514                                           |
| Calendários hindus - Vikram Samvat - Calendário nacional indiano - Cáli Iuga | 1576 – 1577 1442 – 1443 4621 – 4622                   |
| Calendário Holoceno                                                          | 11521                                                 |
| Calendário islâmico                                                          | 927 – 928                                             |
| Calendário judaico                                                           | 5281 – 5282                                           |
| Calendário persa                                                             | 899 – 900                                             |
| Calendário rúnico                                                            | 1771                                                  |
| Calendário solar tailandês                                                   | 2064                                                  |

1521 (MDXXI, na numeração romana) foi um ano comum do século XVI do Calendário Juliano, da Era de Cristo, e a sua letra dominical foi F (52 semanas), teve início a uma terça-feira e terminou também a uma terça-feira.
| Ano completo                       |
| ---------------------------------- |
| Ano comum com início à terça-feira |

## Eventos
- Cuauhtémoc, o último imperador Azteca rende-se ao conquistador Fernando Cortés.
- Primeira viagem de circum-navegação terra, feita pelo navegador português Fernão de Magalhães.
- Revolta em Pamplona contra a ocupação castelhana durante a Conquista de Navarra.
- Criação do Concelho do Barreiro.
- Separação da paróquia de Santo António da cidade do Funchal.
- Surto de peste no Funchal.
- 3 de Janeiro - Martinho Lutero é excomungado pela Bula pontifícia Decet Romanum Pontificem do Papa Leão X.
- 6 de Março - Fernão de Magalhães descobre o Guam.
- 16 de Março - Fernão de Magalhães chega às Filipinas.
- 20 de Março - Nomeação do Corregedor António de Macedo no cargo de corregedor das ilhas dos Açores.
- 10 de Abril - Em Portugal, Beja é elevada a cidade.
- 20 de Abril – Nomeação do licenciado António de Macedo no cargo de corregedor das ilhas dos Açores.
- 25 de Maio - No fim da Dieta de Worms, Carlos V, Imperador da Alemanha declara Martinho Lutero fora da lei, através do Édito de Worms.

## Nascimentos
- 8 de Maio - Pedro Canísio, jesuíta holandês (m. 1597).
- 4 de Agosto - Papa Urbano VII (m. 1590).
- 13 de Dezembro - Papa Sisto V (m. 1590).
- Thomas Wyatt (filho), líder rebelde durante o reinado da rainha Maria I de Inglaterra (m. 1554).

## Mortes
- 27 de Abril - Fernão de Magalhães, morto por nativos das Filipinas.
- 8 de Julho - Jorge Álvares, explorador português, o primeiro europeu a aportar na China por via marítima.
- Julho - Ponce de León, conquistador espanhol.
- 27 de Agosto - Josquin des Prez, compositor flamengo.
- 1 de Dezembro - Papa Leão X (n. 1475), após 8 anos de Pontificado.
- 13 de Dezembro - Rei Manuel I de Portugal.

## Por tema
- 1521 no Brasil